# Musa azizii
Musa azizii är en enhjärtbladig växtart som beskrevs av Markku Häkkinen. Musa azizii ingår i släktet bananer, och familjen bananväxter. Inga underarter finns listade i Catalogue of Life.